# Paris-L'Aigle
Paris-L'Aigle est une ancienne course cycliste française, organisée entre 1926 et 1989 entre Paris et L'Aigle (Orne).

## Palmarès
| Année | Vainqueur         | Deuxième          | Troisième           |
| ----- | ----------------- | ----------------- | ------------------- |
| 1926  | François Copin    | Eugène Bertin     | Georges Hautin      |
| 1927  | Maurice Ville     | Marcel Gobillot   | Jean Lasbordes      |
| 1928  | René Girard       | René Deguai       | Louis Vapaille      |
| 1929  | Achille Souchard  | François Moreels  | Auguste Pitte       |
| 1930  | Auguste Pitte     | François Haas     | Achille Souchard    |
| 1931  | André Godinat     | Jean Bidot        | Albert Froudière    |
| 1932  | Fernand Cornez    | Henri Lefèvre     | Peucher             |
| 1933  | Jean Noret        | René Bernard      | Léon Maillard       |
| 1934  | Louis Thiétard    | René Durin        | Alexandre Hamelin   |
| 1935  | Joseph Polonia    | Serge Soulimant   | Raymond Voillot     |
| 1936  | Robert Renoncé    | Alfons Ghesquière | Léon Level          |
| 1937  | Alexandre Hamelin | Georges Conan     | Achille Bouttens    |
| 1939  | Bruno Carini      | Robert Tanneveau  | Séverin Vergili     |
| 1946  | Robert Chapatte   |                   |                     |
| 1948  | Jacques Renaud    |                   |                     |
| 1950  | Valentin Gerussi  | Lucien Véron      | Yvan Marie          |
| 1959  |                   | André Cloarec     | Jean-Claude Lebaube |
| 1983  | Claude Carlin     | Laurent Eudeline  | Laurent Plu         |
| 1984  | Bernard Jousselin | Poisson           | Gérard Aviègne      |
| 1985  | Philippe Tesnière | Claude Carlin     | Roland Le Clerc     |
| 1987  | Gilles Figue      | Didier Champion   | André Urbanek       |
| 1989  |                   |                   | Claude Carlin       |